# Dufaux 5

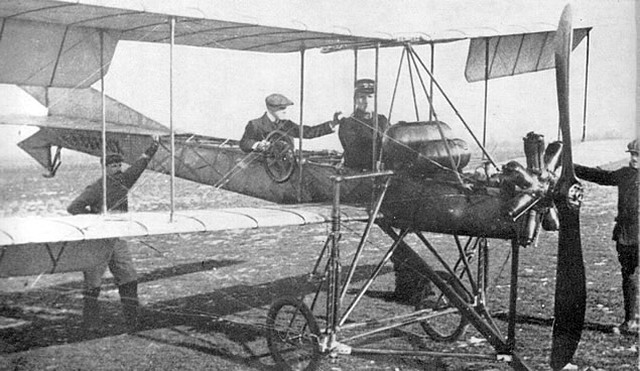
Ernest Failloubaz (Pilot) und Gustave Lecoultre (Beobachter) anlässlich der Vorführungen der Dufaux 5 an den Manövern des 1. Armeekorps vom 4. bis 6. September 1911

Die Dufaux 5 ist ein zweisitziges Flugzeug der französisch-schweizerischen Luftfahrtpioniere Henri und Armand Dufaux.

## Aufbau und Entwicklung
Nachdem Armand Dufaux mit der Dufaux 4 am 28. August 1910 den Genfersee auf seiner gesamten Länge überflogen und den Weltrekord von Louis Blériot deutlich übertroffen hatte, weckten er und sein Bruder Henri mit dem ersten in der Schweiz produzierten Flugzeug nicht nur bei Flugenthusiasten ein enormes Interesse für den Motorflug. In den Monaten nach dem Rekordflug vom 28. August 1910 unternahmen die Brüder Dufaux zahlreiche weitere Flüge und beteiligten sich mit anderen Flugpionieren – unter anderem mit Pierre Emile Taddéoli (1879–1920), Flugboot-Pionier und bis 1920 Chefpilot der späteren Ad Astra Aero – an Flugmeetings, die sie bis in die USA führten. Bereits zuvor hatten sie eine für jene Tage stattliche Zahl von Aufträgen erhalten, die sie mit dem Nachfolger ihres Experimentalflugzeugs zu erfüllen gedachten.
Das Rekordflugzeug Dufaux 4 schätzten vermutlich auch seine Konstrukteure als zu wenig leistungsfähig ein, zudem bot es nur Platz für den Piloten. Die Dufaux 5 wurde von den Gebrüdern Dufaux als Doppeldecker konzipiert. Die Dufaux 5 basierte auf den Erfahrungen mit der Dufaux 4 sowie dem namenlos gebliebenen Modell 2 mit acht Flügeln und einem von den Brüdern gebauten Dreidecker (Modell 3). Die tragende Struktur der Dufaux 4 wurde im Wesentlichen um einen Sitz für einen Passagier erweitert und der Anzani-Flugmotor durch den 91 Kilogramm schweren und für jene Zeit leistungsstarken Sieben-Zylinder-Umlaufmotor Gnôme 70 ersetzt, der bei 1'200/min 53 kW (70 PS) Leistung erbrachte. Ansonsten unterschied sich das Flugzeug nur wenig von vergleichbaren Konstruktionen – zwei Tragflächen, dreieckiger Rumpfquerschnitt – aus den Pionierjahren der Motorluftfahrt. Die tragende Struktur der Dufaux 4 scheint bei gleicher Gesamtlänge, Flügelspannweite und Höhe unverändert geblieben zu sein, bei gleichzeitiger Steigerung der Leistungsfähigkeit trotz des erhöhten Startgewichts. Die bislang zwei Querruder zwischen den Tragflächen wurden durch vier ersetzt, die wie bei heutigen Konstruktionen am hinteren Ende der Tragflächen angeordnet wurden.

## Verwendung
Der Doppeldecker wurde ab Dezember 1910 bei der Firma Mégevet in Corsier (hier hatten die Brüder Dufaux ihre ersten Flugversuche absolviert) konstruiert, wo eine nach damaligen Massstäben Serienproduktion erfolgte – gleichzeitig wurden mindestens drei Flugzeuge produziert, wie auf einem zeitgenössischen Foto zu erkennen ist. Die Gesamtzahl produzierter Flugzeuge bedarf der Klärung, dürfte aber bei mindestens 15 Exemplaren (inklusive Dufaux 4) liegen.
Das Schweizer Militär hatte bereits im Mai 1910 die Verwendung der Dufaux 4 abgelehnt, da sie den Verantwortlichen für eine militärische Verwendung ungeeignet erschien. Die nun deutlich verbesserte Dufaux 5 führte Ernest Failloubaz (1892–1919) – mit 19 Jahren damals der jüngste Pilot der Schweiz – vom 4. bis zum 6. September 1911 der Armeeführung vor, indem er mit seinem Freund Gustave Lecoultre als Beobachter an den Manövern des 1. Armeekorps Aufklärungseinsätze flog. Trotz einer Bruchlandung am letzten Tag des dreitägigen Einsatzes markieren diese Flüge den Beginn der schweizerischen Militärluftfahrt.
Eingesetzt wurde die Dufaux unter anderem ab Oktober 1911 bei der von Emile Taddéoli gegründeten Flugschule in Viry in der Nähe von Genf. Ernest Failloubaz dürfte der erste Besitzer einer Dufaux 5 gewesen sein: Er hatte für die Flugschule in Avenches im November 1910 eine Dufaux 5 bestellt, mit der er bereits in der ersten Januarhälfte 1911 einen Testflug in Anwesenheit von Armand Dufaux durchführte, gefolgt von einer unbekannten Anzahl Passagierflügen. Armand Dufaux nahm vom 16. bis 18. April am Flugmeeting in Viry teil, wo er das Flugzeug Interessierten vorführte. Belegt ist eine Flugdemonstration von Emile Taddéoli in Annecy, wo er im Juni in den Genfersee abstürzte, ohne Schaden an Mensch und Maschine zu nehmen, und die Flugdemonstrationen im Juli 1911 fortsetzte. Vermutlich ab diesem Zeitpunkt wurde die Flugzeugproduktion von den Gebrüdern Dufaux eingestellt; drei Dufaux-Flugzeuge sind aber wohl noch im Herbst 1911 in Avenches produziert worden.
Zu den namentlich bekannten Besitzern einer Dufaux 5 gehörten Armand Dufaux, Emile Taddéoli, Ernest Failloubaz, François Durafour (1888–1967), Cobioni und Beck. Charles Girod, Georges Cailler, Gustave Lecoultre, Hollinger, Beck und Knutti erhielten in der Flugschule Avenches von deren Chefpiloten Durafour im Verlauf des Jahrs 1911 Flugunterricht. Eingesetzt wurde das Modell im Schulbetrieb von Failloubaz vermutlich mindestens bis 1916.

## Technische Daten
| Kenngrösse            | Dufaux 5                                | Dufaux 4                       |
| Besatzung             | Pilot und Passagier                     | Pilot                          |
| Länge                 | 9,5 m                                   | 9,5 m                          |
| Flügelspannweite      | 8,5 m                                   | 8,5 m                          |
| Tragflügelfläche      | 24,0 m²                                 | 24,0 m²                        |
| Höhe                  | 2,7 m                                   | 2,7 m                          |
| Leermasse             | 340 kg                                  | 180 kg                         |
| max. Startmasse       | 555 kg                                  | 320 kg                         |
| Flächenbelastung      | 23 kg/m²                                |                                |
| Antrieb               | ein Gnôme-Umlaufmotor mit 53 kW (70 PS) | Anzani-Motor mit 19 kW (25 PS) |
| Startgeschwindigkeit  |                                         | 42 km/h                        |
| Höchstgeschwindigkeit | 84 km/h                                 | 60 km/h                        |
| Anfangssteigleistung  | 0,3 m/s                                 |                                |
| Dienstgipfelhöhe      | 600 m                                   | 500 m                          |
| Reichweite            | 60 km (1 Flugstunde)                    | ≈ 66 km (32 Flugminuten)       |

## Varianten und Verbleib
Alternativ zu den Gnõme-Umlaufmotoren fanden auch  Vier-Zylinder-Flugmotoren von Oerlikon Verwendung. Bekannt ist derzeit lediglich der Verbleib der im Verkehrshaus ausgestellten Dufaux 4, des ältesten erhaltenen Schweizer Flugzeugs.